# モラー・ヴィラ

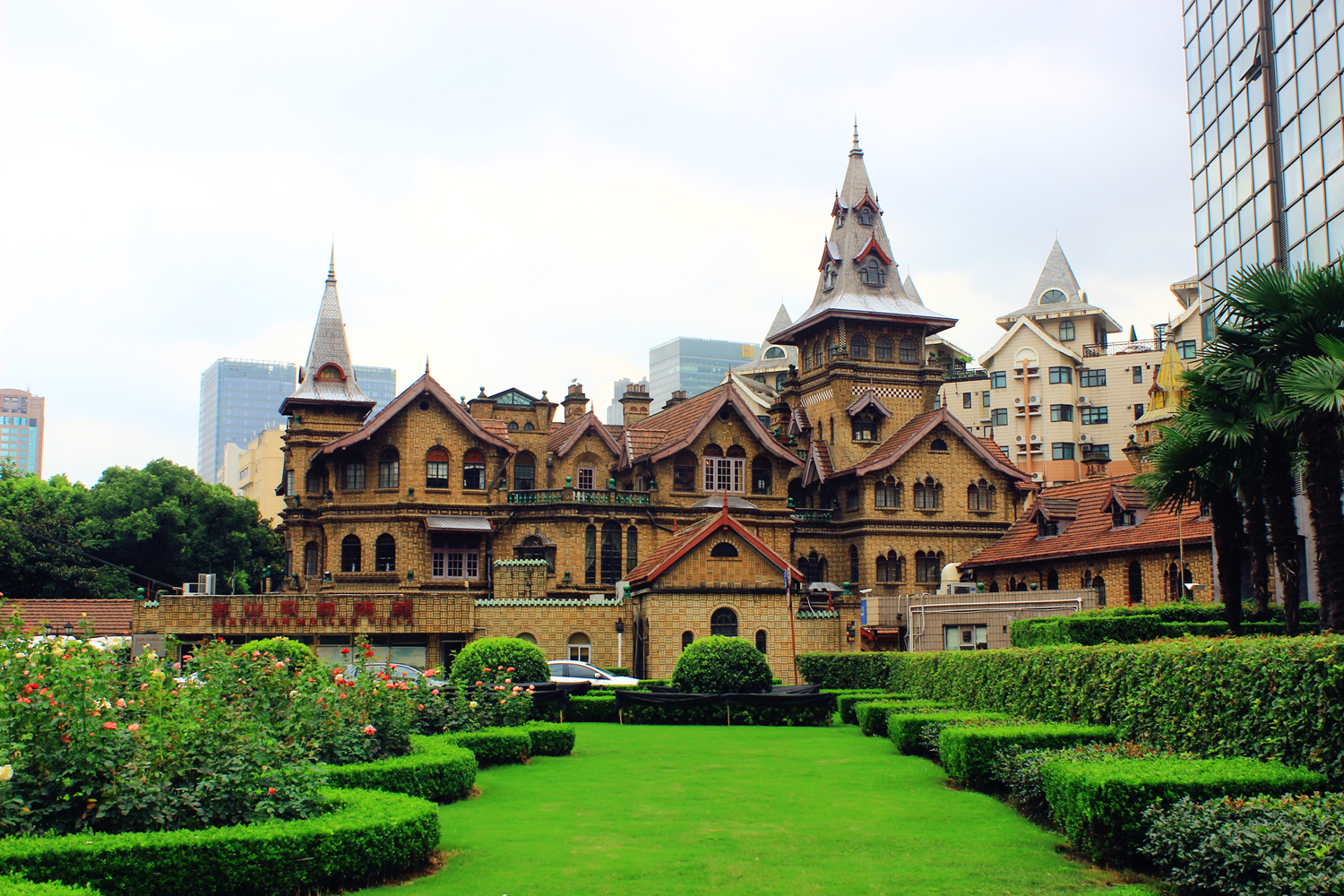
マーラー・ヴィラ

モラー・ヴィラ（中国語: 馬勒别墅、英語: Moller Villa）は、上海市陝西南路30号にある建築である。スウェーデン系イギリス人のエリック・モラー（Eric Moller）が建築した北欧風の別荘であり、主体部分は1914年以前に竣工し、拡張部分は1935年に竣工した。太平洋戦争中、モラー・ヴィラは旧日本軍に徴用された。モラー・ヴィラは戦後、三民主義青年団に使用されたが、1949年以降は上海市公安局などの団体に使われた。1989年、モラー・ヴィラが上海市優秀歴史建築に入選したほか、中華人民共和国全国重点文物保護単位でもある。
2001年から、モラー・ヴィラはホテルとして利用されている。